# Nürnberger Symphoniker

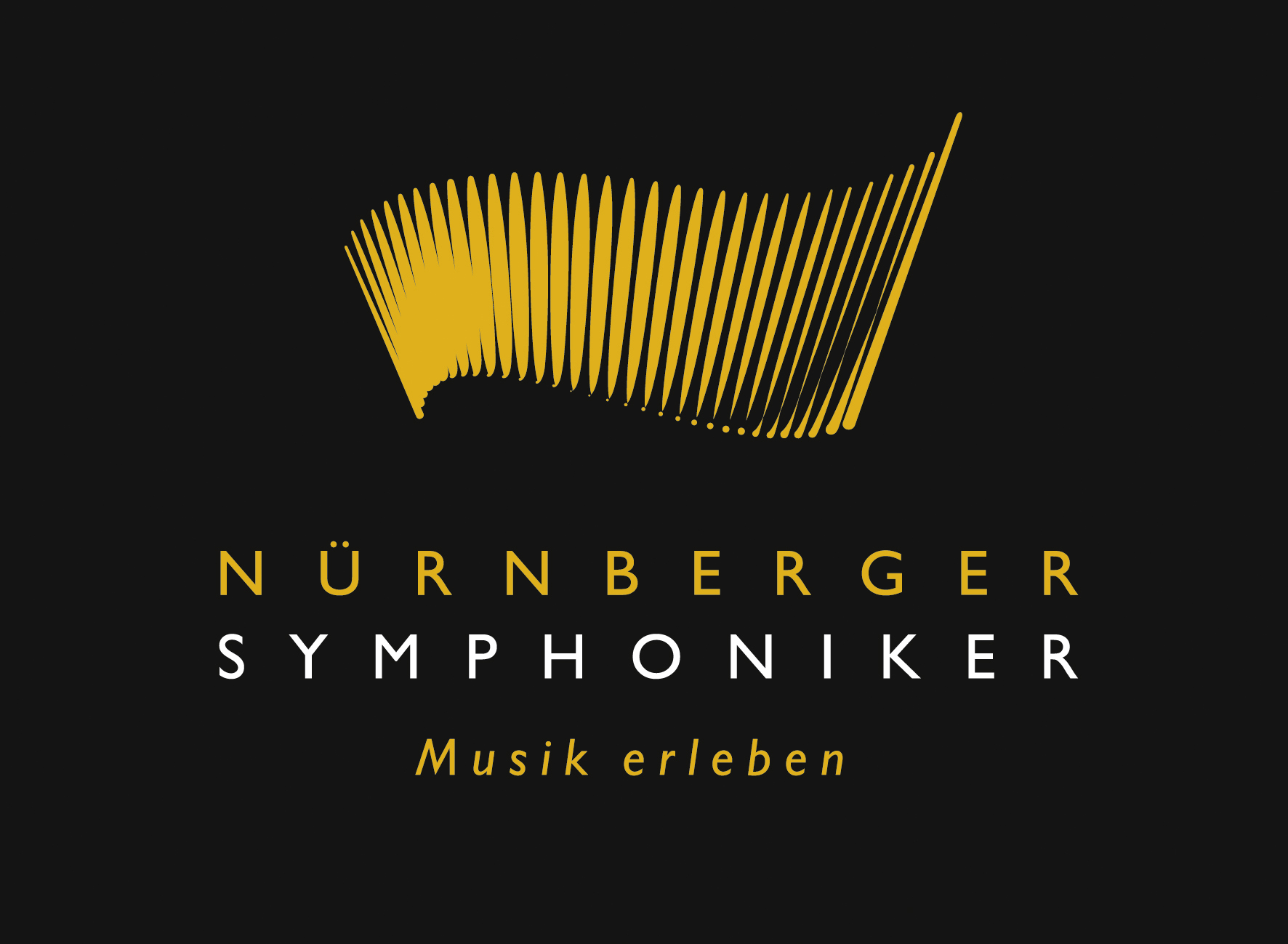
Logo der Nürnberger Symphoniker

Die Nürnberger Symphoniker, ursprünglich unter dem Namen Fränkisches Landesorchester gegründet, sind ein privates, gemeinnütziges Symphonieorchester aus der Metropolregion Nürnberg in Bayern. Das Orchester wurde zusammen mit seinem Trägerverein am 1. Juni 1946 gegründet, wird vom Freistaat Bayern, von der Stadt Nürnberg und vom Bezirk Mittelfranken institutionell gefördert und bei Konzertprojekten von Sponsoren aus der Wirtschaft unterstützt. Hauptsponsor ist die Sparkasse Nürnberg.

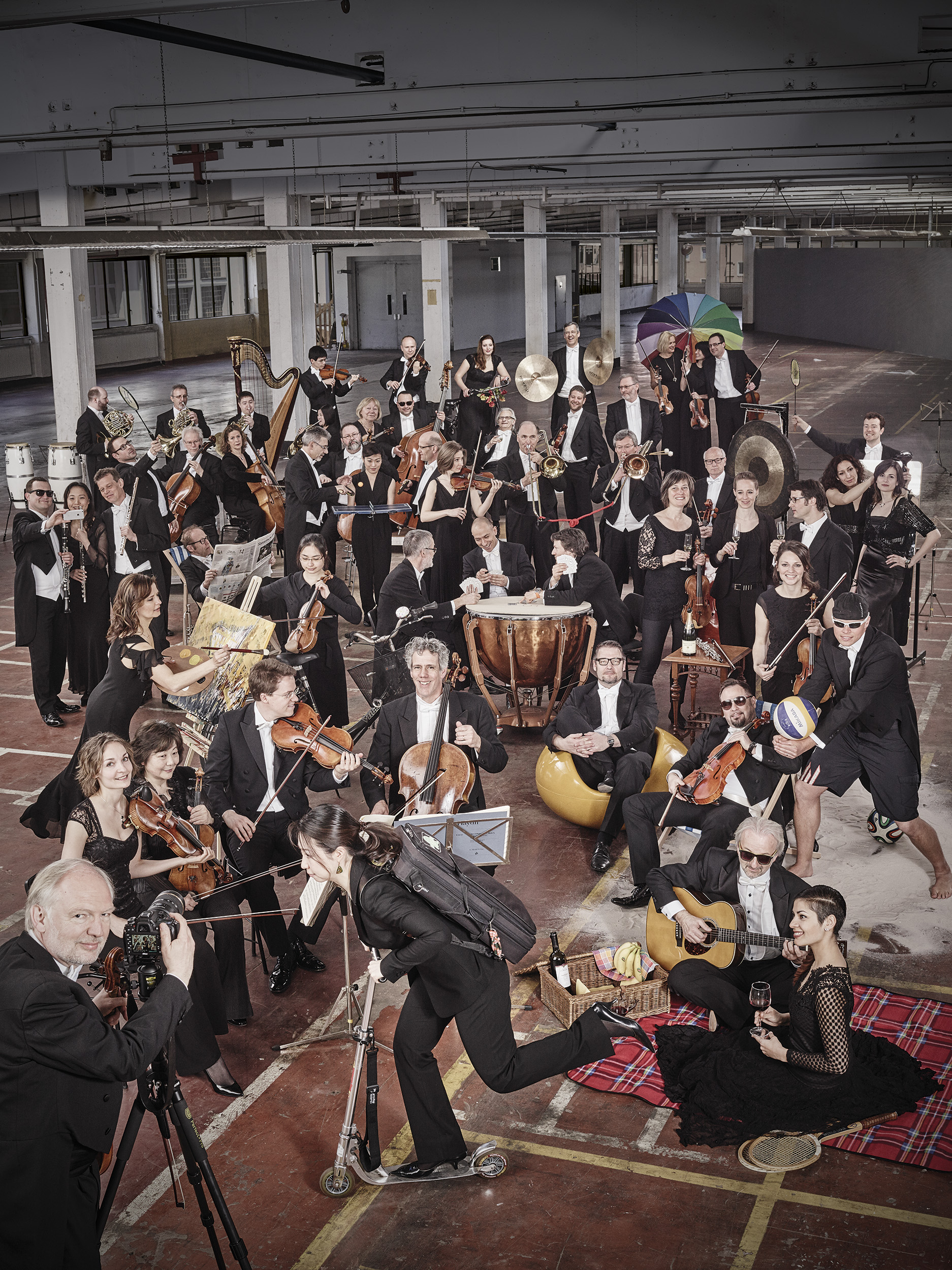
Nürnberger Symphoniker am 21. April 2016

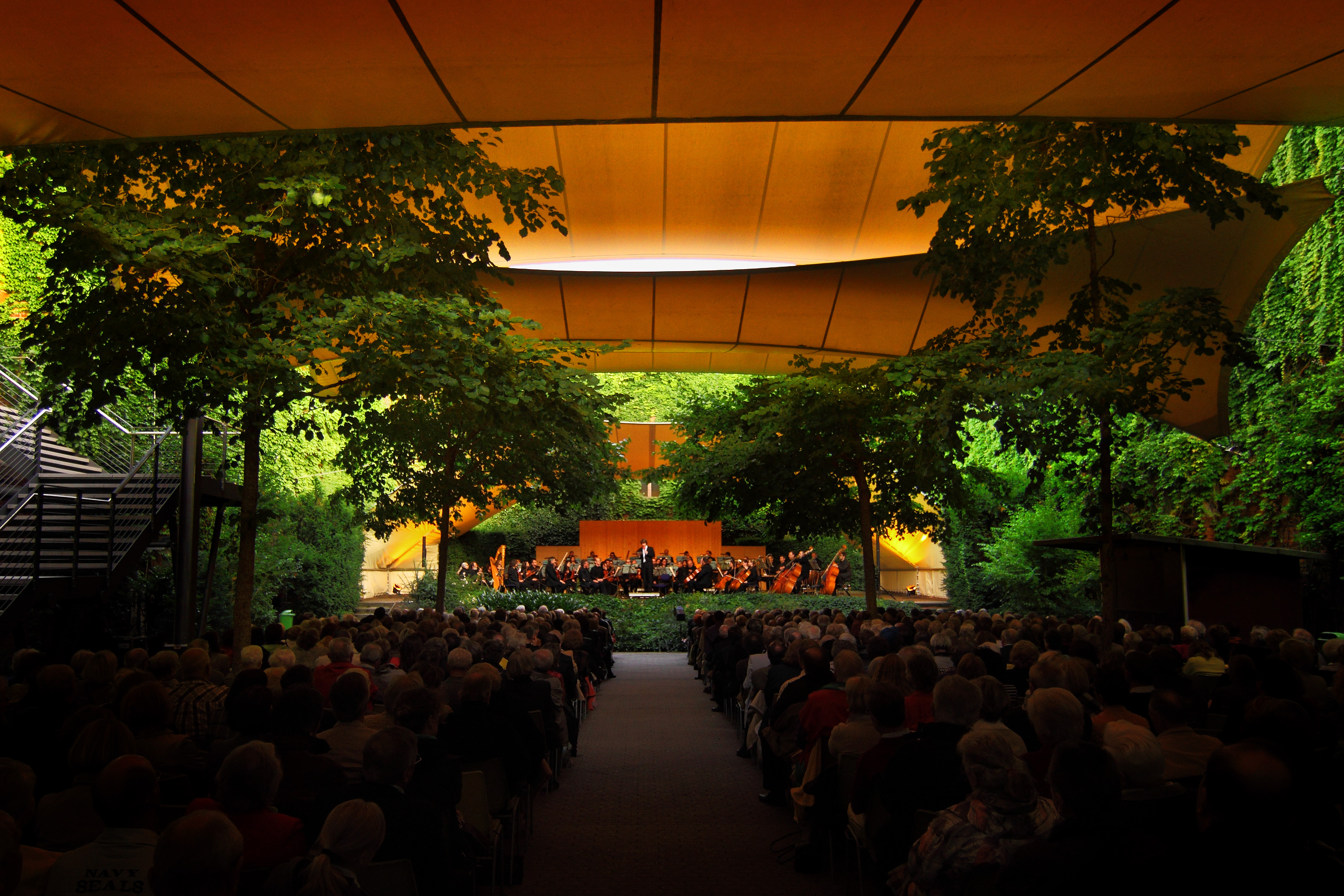
Serenadenhof. Open-Air-Spielort in Nürnberg

## Konzerttätigkeit
Pro Jahr hat das Konzertorchester der Europäischen Metropolregion Nürnberg etwa 200.000 Zuhörer bei ungefähr 100 musikalischen Veranstaltungen verschiedener Art. Bei symphonischen Konzerten in der Nürnberger Meistersingerhalle liegt der Schwerpunkt auf einem klassisch-romantischen Repertoire. In seiner Reihe im Musiksaal in der Kongresshalle spielt das Orchester genreübergreifende Projekte aus Pop, Jazz, Film und Literatur. Im Dezember finden weihnachtliche Adventskonzerte mit festlicher Barockmusik in der Zeit des Nürnberger Christkindlesmarkts statt. Während der Sommersaison spielt das Orchester im Serenadenhof und bei Europas größtem Klassik-Open-Air im Nürnberger Luitpoldhain mit mehr als 60.000 Besuchern.
Das Orchester gibt zudem altersgerechte und interaktive Kinder- und Jugendkonzerte. Bei Kooperationskonzerten mit MUBIKIN (Musikalische Bildung für Kinder und Jugendliche in Nürnberg) sitzen Kinder neben den Orchesterprofis. Bei den Kooperationsprojekten Klasse.Im.Puls musizieren besonders förderungswürdige Jugendliche auf der Bühne. Für das Sonderprojekt „Erlebnis Klassische Musik – Kinder spielen für Kinder“ im Rahmen von „Symphoniker im Klassenzimmer“ wurde das Orchester 2012 mit dem Paula-Maurer-Preis ausgezeichnet. Daneben stehen neue Konzertformate wie Angebote für Menschen mit Demenz auf dem Programm.
Regelmäßig werden Aufnahmen für den Bayerischen Rundfunk und für diverse CD-Labels eingespielt.
Die Nürnberger Symphoniker sind ein wichtiger Partner für Chöre; zum Beispiel des Lehrergesangvereins Nürnberg, des Hans-Sachs-Chors und des Philharmonischen Chors Nürnberg.
Die Nürnberger Symphoniker agierten als Gastorchester im Nürnberger Staatstheater, als Orchester der Opernfestspiele in Heidenheim und als Festspielorchester beim Festival Fränkischer Sommer. In Kooperation mit der Staatsphilharmonie Nürnberg führten die Nürnberger Symphoniker umfangreiche Werke wie Gustav Mahlers „Symphonie der Tausend“ und Arnold Schönbergs „Gurre-Lieder“ auf.
Seit 2003 unternimmt das Orchester regelmäßig internationale Gastspiele, die das Ensemble unter anderem nach Wien (Musikverein, Goldener Saal), Prag (Obecní dům), Mailand (Sala Verdi), Hamburg (Elbphilharmonie) und Berlin (Philharmonie), Japan (u. a.Tokyo, Opera City Hall), China (u. a. Peking, NCPA) und England (u. a. London, Cadogan Hall) führte.
Mit den Nürnberger Symphonikern traten unter anderem Cecilia Bartoli, Cheryl Studer, Edita Gruberova, José Carreras, Philippe Entremont, Albrecht Mayer, Martin Stadtfeld, Cameron Carpenter, Daniel Hope, Mischa Maisky, Martin Grubinger und Sabine Meyer auf.
Bei dem jährlich im Luitpoldhain stattfindenden Klassik Open Air in Nürnberg, der größten Freiluftveranstaltung mit klassischer Musik in Europa, geben die Nürnberger Symphoniker und die Staatsphilharmonie Nürnberg jeweils ein Konzert bei freiem Eintritt.

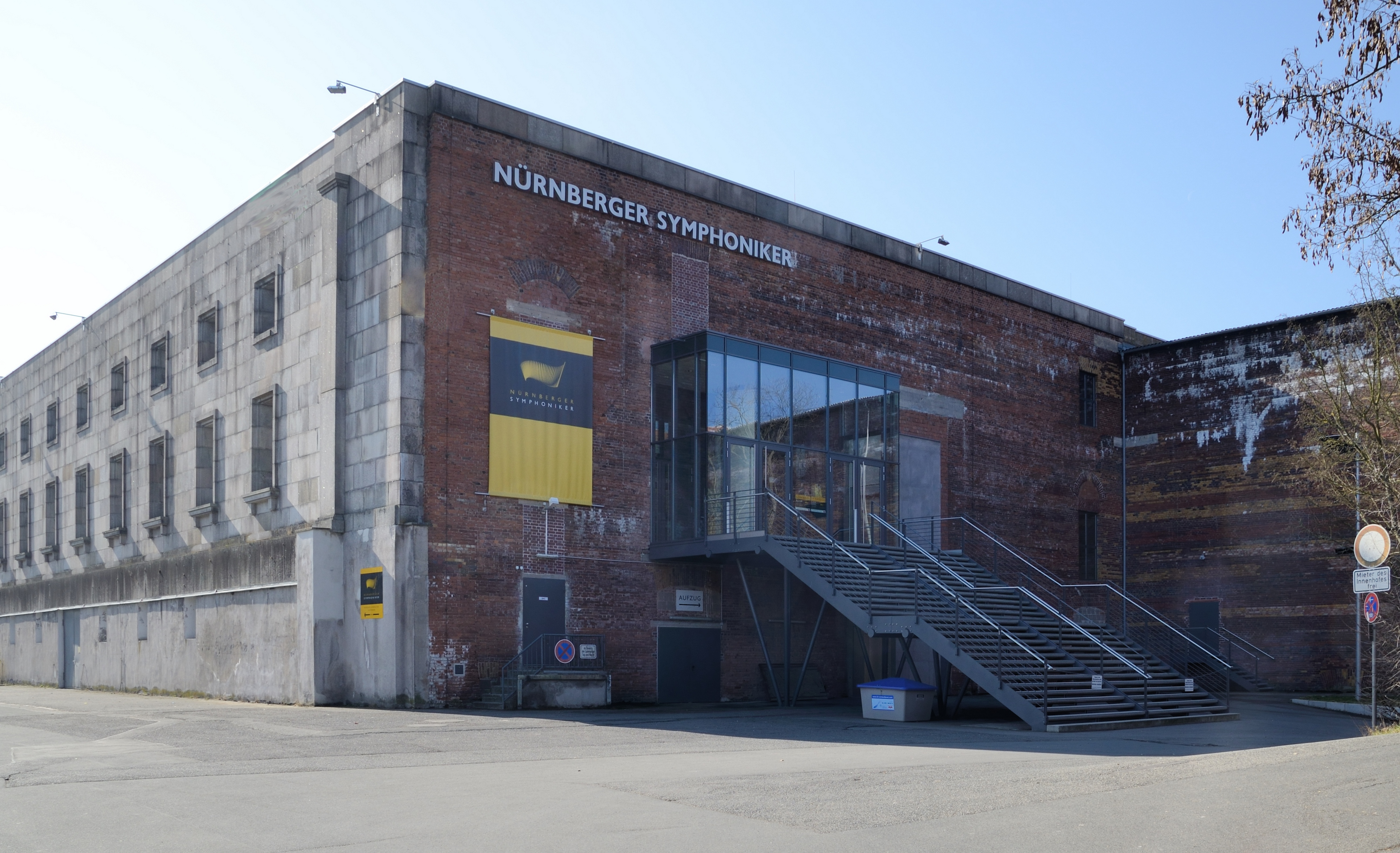
Eingang zum Musiksaal der Nürnberger Symphoniker

## Organisation
Kurz nach Ende des Zweiten Weltkriegs gründeten Kapellmeister Karlhans Appel und mehrere Musiker am 1. Juni 1946 das Fränkische Landesorchester und den gleichnamigen Trägerverein. Im Jahre 1963 wurde das Fränkische Landesorchester in Nürnberger Symphoniker umbenannt. Der Verein behielt jedoch damals seinen Namen Fränkisches Landesorchester bei. Seit Januar 2020 firmiert er unter Nürnberger Symphoniker e.V. Erster Vorsitzender ist seit Juli 2021 Dieter Barth, ehemaliger Leiter Unternehmenskommunikation der wbg Nürnberg.
Innerhalb des Deutschen Tarifsystems für Kulturorchester ist das Orchester nach B eingestuft.
Sitz des Orchesters ist seit 1963 die Kongresshalle auf dem ehemaligen Nürnberg Reichsparteitagsgelände, die neben der Verwaltung auch den Probesaal des Orchesters und den Serenadenhof beherbergt. Der Probesaal wurde 2008 zu einem neuen Konzertsaal mit knapp 500 Plätzen ausgebaut, bis 2010 vorübergehend vom Schauspielhaus Nürnberg genutzt und steht seit 2011 neben den Nürnberger Symphonikern auch anderen Veranstaltern zur Verfügung. Er trägt seit 2011 den Namen Musiksaal in der Kongresshalle.
Der Förderverein der Nürnberger Symphoniker wurde im Oktober 2001 gegründet, um dem privatrechtlich geführten Orchester neue Finanzierungsmöglichkeiten zu eröffnen.

## Chefdirigenten und Intendanten
Quelle: 

### Chefdirigenten
- 1949–1967 Erich Kloss (1898–1967)
- 1968–1970 Othmar Mága (1929–2020)
- 1971–1974 Günter Neidlinger (* 1930)
- 1974–1980 Werner Andreas Albert (1935–2019)
- 1980–1988 Klauspeter Seibel (1936–2011)
- 1989–1992 Georg Schmöhe (1939–2021)
- 1994–1997 Thomas Gabrisch (* 1961)
- 1997–2002 Jac van Steen (* 1956)
- 2005–2009 Bernhard Gueller (* 1950)
- 2009–2017 Alexander Shelley (* 1979)
- 2018–2022 Kahchun Wong (* 1986)
- seit der Spielzeit 2022/23 Jonathan Darlington (* 1956)

### Intendanten
- 1980–2000 Günter Einhaus (1935–2024)
- 2000–2003 Ulrich Görg (* 1951)
- seit 2003 Lucius A. Hemmer (* 1965)

## Filmmusik
Die Nürnberger Symphoniker wurden im Februar 1993 für die Einspielung des Hauptmotivs der Fernsehserie „Die Schöne und das Biest“ mit dem Grammy Award in der Kategorie Best Pop Instrumental Performance ausgezeichnet. Bereits seit den 1950er Jahren nimmt das Orchester Filmsoundtracks auf; unter anderem Musik von Miklós Rózsa für die Filme „Quo Vadis“ und „Ben Hur“.

## Pionierleistungen
Als erstes Symphonieorchester in Deutschland führten die Nürnberger Symphoniker 1975/76 eine Reihe von Symphoniekonzerten unter der Leitung einer Frau durch – der Dirigentin Hortense von Gelmini. Mit ihr nahmen sie u. a. eine Schallplatte der „Nullten Symphonie“ von Anton Bruckner auf.